# 长江蹄盖蕨
长江蹄盖蕨（学名：Athyrium iseanum）为蹄盖蕨科蹄盖蕨属下的一个变种。

## 扩展阅读
維基物種上的相關：长江蹄盖蕨